# Capitólio Estadual do Mississippi
O Capitólio Estadual do Mississippi (em inglês:  Mississippi State Capitol) é a sede do governo do estado do Mississippi. Localizado na capital Jackson, situa-se na 400 High Street.
Foi incluído como um edifício no Registro Nacional de Lugares Históricos em 25 de novembro de 1969 e declarado como Marco Histórico Nacional em 31 de outubro de 2016.